# Płonno (jezioro)
Płonno – jezioro na Równinie Pyrzyckiej, położone w województwie zachodniopomorskim, w powiecie pyrzyckim, w gminie Stare Czarnowo.
Powierzchnia akwenu wynosi 9,5 ha. Przez jezioro Płonno przepływa rzeka Płonia. Jezioro Płonno jest jednym ze zbiorników pozostałych po dawnym wielkim akwenie tworzącym tzw. Zastoisko Pyrzyckie zwane też Pramiedwiem. W pobliżu jeziora znajdują się dwa grodziska wczesnośredniowieczne, na północ jest to grodzisko z VIII - X w, natomiast pomiędzy jeziorem Płonno a jeziorem Zaborsko, nad łączącym je kanałem położone jest grodzisko z X - XIII w. Ok. 1,5 km na północ od ujścia rzeki Płoni znajduje się wieś Kołbacz. Do wód jeziora poprzez kanał z jeziora Zaborsko dostają się zanieczyszczenia niesione ze ściekami odprowadzanymi z Zootechnicznego Zakładu Doświadczalnego, położonego w południowej części Kołbacza.